# Memphis artacaena
Espèce
Prepona artacaena est une espèce d'insectes lépidoptères (papillons) de la famille des Nymphalidae, de la sous-famille des Charaxinae et du genre Memphis.

## Dénomination
Memphis artacaena a été décrit par William Chapman Hewitson en 1869 sous le nom initial de Paphia artacaena.
Synonyme : Anaea artacaena ; Godman & Salvin, [1884].

### Noms vernaculaires
Memphis artacaena se nomme White-patched Leafwing en anglais.

## Description
Memphis  artacaena est un papillon aux ailes antérieures à bord costal bossu, bord externe presque droit, bord interne concave et aux ailes postérieures munies d'une queue.
Le dessus des ailes antérieures est en partie marron, avec une partie basale bleu vert clair métallisé séparées par une bande de taches blanches accolées. Le dessus des ailes postérieures est marron clair avec une suffusion bleue dans la partie basale
Le revers est blanc nacré orné d'un pointillé plus ou moins serré de petits points marron roux ou noirs et simule une feuille morte.

## Biologie

### Plantes hôtes
La plante hôte de sa chenille est un Croton, Croton schiedeanus.

## Écologie et distribution
Memphis  artacaena est présent au Mexique, au Costa Rica et en Colombie.

### Protection
Pas de statut de protection particulier.